# Рахамим (газета)
«Рахами́м» (ивр. רחמים‎) — первая в истории газета на еврейско-таджикском языке. Начала издаваться с 1910 года сначала в городе Скобелев (ныне Фергана), позднее, вплоть до своего закрытия в 1916 году издавалась в Коканде, оба города тогда уже находились на территории Туркестанского края Российской империи. Газета издавалась на еврейско-таджикском языке, на основе еврейского письма. Название газеты переводится как Милосе́рдие. Нет точных данных об обстоятельствах открытия и последующего закрытия этой газеты.
Начиная со второй половины XVIII века и в и начале XIX века, в связи с политическими и территориальными изменениями в Средней Азии, еврейско-персидский язык постепенно трансформировался в еврейско-таджикский язык. Первоначально этот язык служил для внутрисемейного и внутриобщинного общения в среде среднеазиатских (бухарских или самаркандских) евреев. К концу XIX века этот язык был поднят до уровня литературного языка благодаря раввину Шимону Хахаму (1843—1910) — основателю литературной школы в Иерусалиме, которая сыграла важную роль в просвещении среднеазиатских евреев. Представители этой школы во главе с Шимоном Хахамом впервые перевели Тору на еврейско-таджикский язык и распространили её во всех странах, где проживали бухарские евреи, в основном в Средней Азии. Они также занимались переводами с иврита на еврейско-таджикский язык многих сочинений как религиозного, так и светского содержания.
В начале XX века в Иерусалиме издавались произведения классиков еврейско-персидской литературы, словари и другие публикации. Их тиражи почти целиком отправлялись в Среднюю Азию, где проживала большая часть бухарских евреев. На огромной территории Средней Азии тогда существовали Бухарский эмират, Хивинское ханство и Туркестанский край Российской империи.